# Хакенсак (Њу Џерзи)
Хакенсак (енгл. Hackensack) град је у америчкој савезној држави Њу Џерзи. По попису становништва из 2010. у њему је живело 43.010 становника.

## Демографија
Према попису становништва из 2010. у граду је живело 43.010 становника, што је 333 (0,8%) становника више него 2000. године.
| Група             | 2000.          | 2010.          |
| Белци             | 17.013 (39,9%) | 12.845 (29,9%) |
| Афроамериканци    | 10.518 (24,6%) | 10.511 (24,4%) |
| Азијати           | 3.181 (7,5%)   | 4.432 (10,3%)  |
| Хиспаноамериканци | 11.061 (25,9%) | 15.186 (35,3%) |
| Укупно            | 42.677         | 43.010         |